# Premio internazionale per la pace degli editori tedeschi

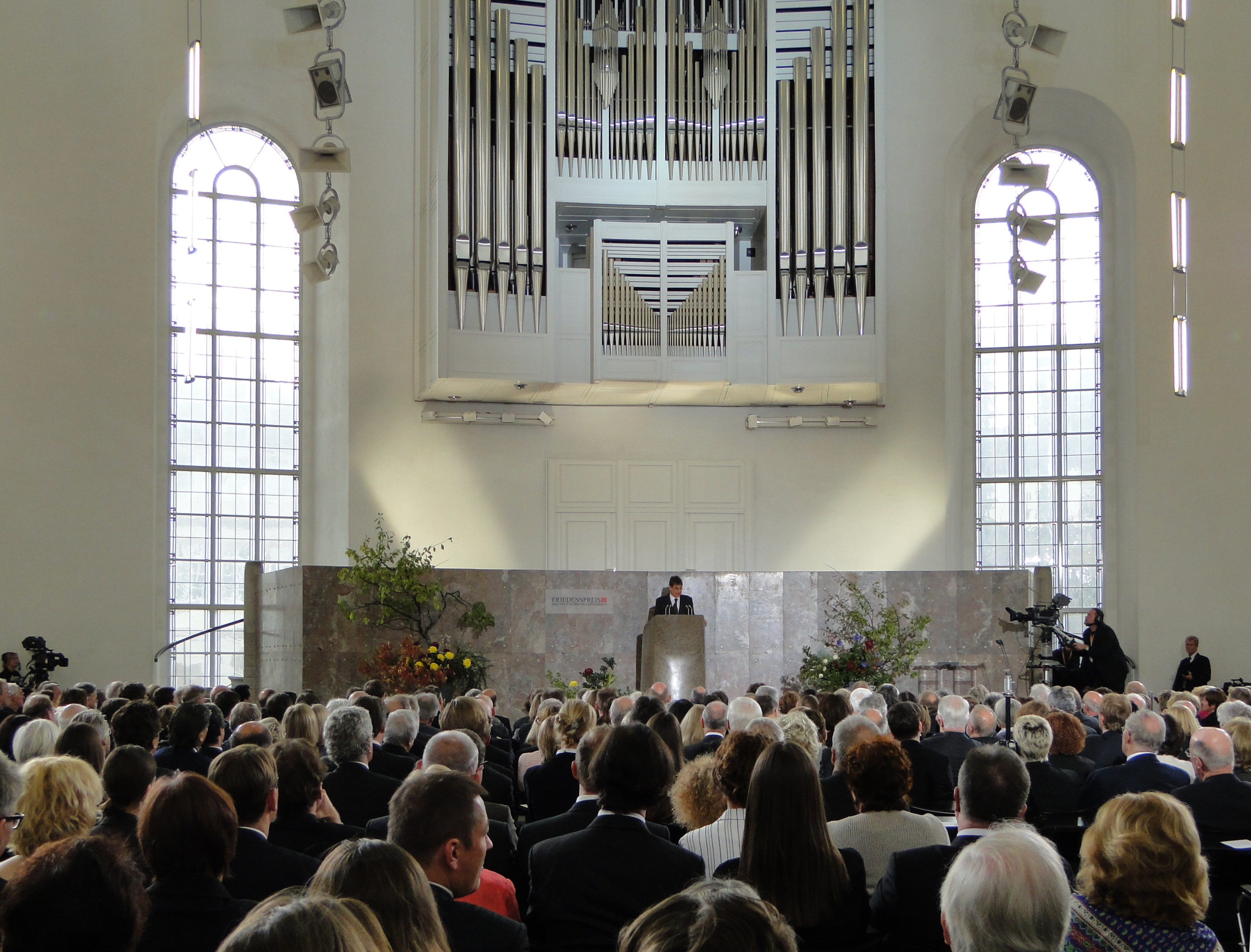
L'edizione del 2009 ha premiato l'italiano Claudio Magris. Nella foto, Magris, all'interno della chiesa di San Paolo, rivolge un discorso ai presenti.

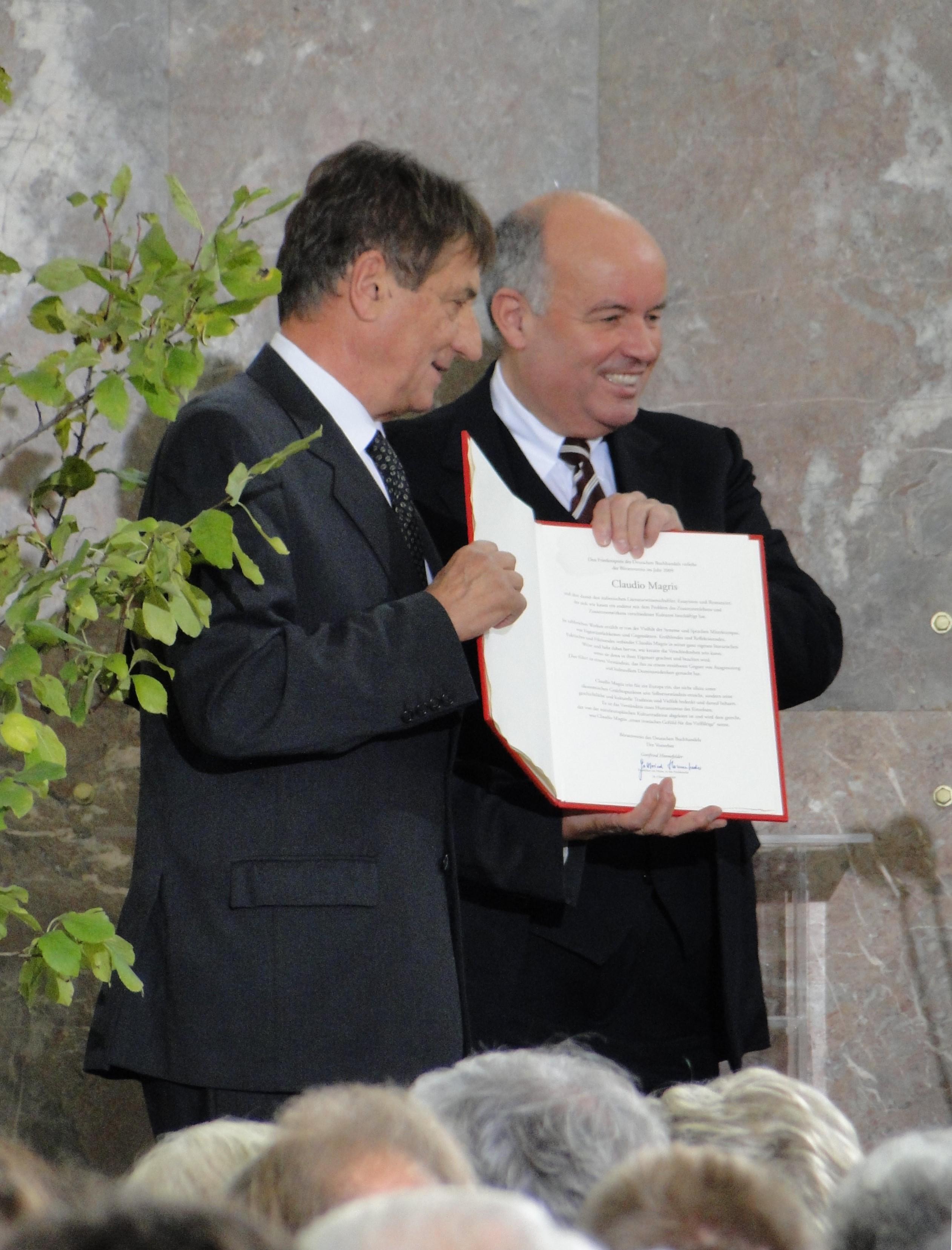
Magris riceve il premio.

Il premio internazionale per la pace degli editori tedeschi (in Tedesco Friedenspreis des deutschen Buchhandels) è un premio assegnato, in occasione della Fiera del libro di Francoforte, all'interno della ex chiesa di San Paolo. Assegnato dal 1950, il premio è andato ad intellettuali dal prestigio internazionale che hanno saputo richiamare l'attenzione, attraverso la cultura, su zone dove il processo di pace è stato spesso travagliato o dove la situazione non si è ancora definitivamente stabilizzata, come nel caso delle tensioni tra Palestinesi ed Israeliani. Il premio consiste in 25.000€.

## Vincitori e loro mentori
1950 Max Tau – Adolf Grimme
1951 Albert Schweitzer – Theodor Heuss
1952 Romano Guardini – Ernst Reuter
1953 Martin Buber – Albrecht Goes
1954 Carl J. Burckhardt – Theodor Heuss
1955 Hermann Hesse – Richard Benz
1956 Reinhold Schneider – Werner Bergengruen
1957 Thornton Wilder – Carl J. Burckhardt
1958 Karl Jaspers – Hannah Arendt
1959 Theodor Heuss – Benno Reifenberg
1960 Victor Gollancz - Heinrich Lübke
1961 Sarvepalli Radhakrishnan – Ernst Benz
1962 Paul Tillich – Otto Dibelius
1963 Carl F. von Weizsäcker – Georg Picht
1964 Gabriel Marcel – Carlo Schmid
1965 Nelly Sachs – Werner Weber
1966 Kardinal Bea/Visser 't Hooft – Paul Mikat
1967 Ernst Bloch – Werner Maihofer
1968 Léopold Sédar Senghor – François Bondy
1969 Alexander Mitscherlich – Heinz Kohut
1970 Alva und Gunnar Myrdal – Karl Kaiser
1971 Marion Gräfin Dönhoff – Alfred Grosser
1972 Janusz Korczak – Hartmut von Hentig
1973 Club di Roma – Nello Celio
1974 Frère Roger – (senza mentore)
1975 Alfred Grosser – Paul Frank
1976 Max Frisch – Hartmut von Hentig
1977 Leszek Kołakowski – Gesine Schwan
1978 Astrid Lindgren – H.-C. Kirsch, G. U. Becker
1979 Yehudi Menuhin – Pierre Bertaux
1980 Ernesto Cardenal – Johann Baptist Metz
1981 Lew Kopelew – Marion Gräfin Dönhoff
1982 George Kennan – Carl F. von Weizsäcker
1883 Manès Sperber - Siegfried Lenz
1984 Octavio Paz – Richard von Weizsäcker
1985 Teddy Kollek – Manfred Rommel
1986 Władysław Bartoszewski – Hans Maier
1987 Hans Jonas – Robert Spaemann
1988 Siegfried Lenz – Yohanan Meroz
1989 Václav Havel – André Glucksmann
1990 Karl Dedecius – Heinrich Olschowsky
1991 György Konrád – Jorge Semprún
1992 Amos Oz – Siegfried Lenz
1993 Friedrich Schorlemmer – Richard von Weizsäcker
1994 Jorge Semprún – Wolf Lepenies
1995 Annemarie Schimmel – Roman Herzog
1996 Mario Vargas Llosa – Jorge Semprún
1997 Yaşar Kemal – Günter Grass
1998 Martin Walser – Frank Schirrmacher
1999 Fritz Stern – Bronisław Geremek
2000 Assia Djebar – Barbara Frischmuth
2001 Jürgen Habermas – Jan Philipp Reemtsma
2002 Chinua Achebe – Theodor Berchem
2003 Susan Sontag – Ivan Nagel
2004 Péter Esterházy – Michael Naumann
2005 Orhan Pamuk – Joachim Sartorius
2006 Wolf Lepenies – Andrei Pleşu
2007 Saul Friedländer – Wolfgang Frühwald
2008 Anselm Kiefer – Werner Spies
2009 Claudio Magris – Karl Schlögel
2010 David Grossman – Joachim Gauck
2011 Boualem Sansal – Peter von Matt
2012 Liao Yiwu – Felicitas von Lovenberg
2013 Swetlana Alexijewitsch – Karl Schlögel
2014 Jaron Lanier – Martin Schulz
2015 Navid Kermani – Norbert Miller
2016 Carolin Emcke – Seyla Benhabib
2017 Margaret Atwood – Eva Menasse
2018 Aleida e Jan Assmann - Hans Ulrich Gumbrecht
2019 Sebastião Salgado - Wim Wenders
2020 Amartya Sen - Frank-Walter Steinmeier
2021 Tsitsi Dangarembga - Auma Obama
2022 Serhiy Zhadan - Marianna Salzmann
2023 Salman Rushdie - Daniel Kehlmann
2024 Anne Applebaum